# Liste der Kulturgüter in Kradolf-Schönenberg
Die Liste der Kulturgüter in Kradolf-Schönenberg enthält alle Objekte in der Gemeinde Kradolf-Schönenberg im Kanton Thurgau, die gemäss der Haager Konvention zum Schutz von Kulturgut bei bewaffneten Konflikten, dem Bundesgesetz vom 20. Juni 2014 über den Schutz der Kulturgüter bei bewaffneten Konflikten sowie der Verordnung vom 29. Oktober 2014 über den Schutz der Kulturgüter bei bewaffneten Konflikten unter Schutz stehen.
Objekte der Kategorie A sind im Gemeindegebiet nicht ausgewiesen, Objekte der Kategorie B sind vollständig in der Liste enthalten, Objekte der Kategorie C fehlen zurzeit (Stand: 1. Januar 2023).

## Kulturgüter
| Foto |                                                                                           | Objekt                                                         | Kat. | Typ | Standort                                                     | Beschreibung |
| ---- | ----------------------------------------------------------------------------------------- | -------------------------------------------------------------- | ---- | --- | ------------------------------------------------------------ | ------------ |
| ja   | Datei hochladen · Wikidata zu Burgruine Anwil (Q89671040)                                 | Burgruine Anwil KGS-Nr.: 04950                                 | B    | F   | Buhwil 729480 / 264880                                       |              |
| ja   | Datei hochladen · Wikidata zu Burgruine Last (Q2175337)                                   | Burgruine Last KGS-Nr.: 05156                                  | B    | F   | Schweizersholz 732112 / 264491                               |              |
| ja   | Datei hochladen · Wikidata zu Burgruine Heuberg (Q29883141)                               | Burgruine Heuberg KGS-Nr.: 05157                               | B    | F   | Schweizersholz 732380 / 264200                               |              |
| ja   | Datei hochladen · Wikidata zu Bauernhaus Hueb (Q29883132)                                 | Bauernhaus Hueb KGS-Nr.: 11009                                 | B    | G   | Neukirch an der Thur, Hueb 1 730212 / 263001                 |              |
| ja   | Datei hochladen · Wikidata zu Bauernhaus Aspenrüti (Q29883130)                            | Bauernhaus Aspenrüti KGS-Nr.: 11010                            | B    | G   | Neukirch an der Thur, Aspenrüti 74 730781 / 263166           |              |
| ja   | Datei hochladen · Wikidata zu Ehemalige Mühle Mühletobel mit alter Sägerei (Q29883136)    | Ehemalige Mühle Mühletobel mit alter Sägerei KGS-Nr.: 11011    | B    | G   | Neukirch an der Thur, Mühletobel 1.2, 39 730282 / 263520     |              |
| ja   | Datei hochladen · Wikidata zu Wohnhaus Hintermühle (Q29883142)                            | Wohnhaus Hintermühle KGS-Nr.: 13755                            | B    | G   | Buhwil, Hintermühle 1 729528 / 264739                        |              |
| ja   | Datei hochladen · Wikidata zu Evangelische Kirche Neukirch an der Thur (Q29883139)        | Evangelische Kirche Neukirch an der Thur KGS-Nr.: 13756        | B    | G   | Neukirch an der Thur, Kirchstrasse 7.1 730471 / 263628       |              |
| ja   | Datei hochladen · Wikidata zu Kraftzentrale der ehemaligen Seidenstoffweberei (Q29883137) | Kraftzentrale der ehemaligen Seidenstoffweberei KGS-Nr.: 13757 | B    | G   | Schönenberg an der Thur, Thurbruggstrasse 4 732640 / 265054  |              |
| ja   | Datei hochladen · Wikidata zu Wohnhaus Obermühle (Q29883144)                              | Wohnhaus Obermühle KGS-Nr.: 13758                              | B    | G   | Schönenberg an der Thur, Neukircherstrasse 1 732396 / 264709 |              |